# Vékonycsápú facincér
A vékonycsápú facincér (Ropalopus femoratus) a cincérfélék családjába tartozó, Európában honos, lombos fákon élő bogárfaj. 

## Megjelenése
A vékonycsápú facincér testhossza 7-14 mm. Az előtor oldalai erősen íveltek, kissé szögletesen kiállók; a szárnyfedők oldalvonalai majdnem a végükig párhuzamosak vagy a váll után kissé homorúak. Színe fekete, de a combjai a tövük és a térdek kivételével vörösek. Az előtor nagyon durván és sűrűn pontozott, gyakran fényes középvonallal. Szárnyfedői sűrűn ráncolva, majd az elülső harmadtól mind finomabban bőrszerűen ráncolva pontozottak, kissé fényesek, felülete szórt, lesimuló, vörhenyes szőrökkel.

## Elterjedése és életmódja
Közép- és Nyugat-Európában honos, a Pireneusoktól a Kárpát-medencéig. Magyarországon ritka, többek között Törökbálint, Isaszeg, Siófok, Simontornya, Ormándpuszta környékén, a Budai-hegységben, a Bükkben és a Zemplénben ismertek állományai. 
Lárvája különféle lombos fák (tölgy, gesztenye, dió, éger, rózsafélék, gyümölcsfák, stb.) elhalt, vékony ágainak, gallyainak kérge alatt él, ahol széles galériákat rág. Fejlődése egy vagy két évig tart, majd a szijács felszínén rágott bábkamrában bebábozódik. Az imágó májustól júliusig rajzik, főleg a tápnövényein, száraz ágakon, néha virágokon tartózkodik. 

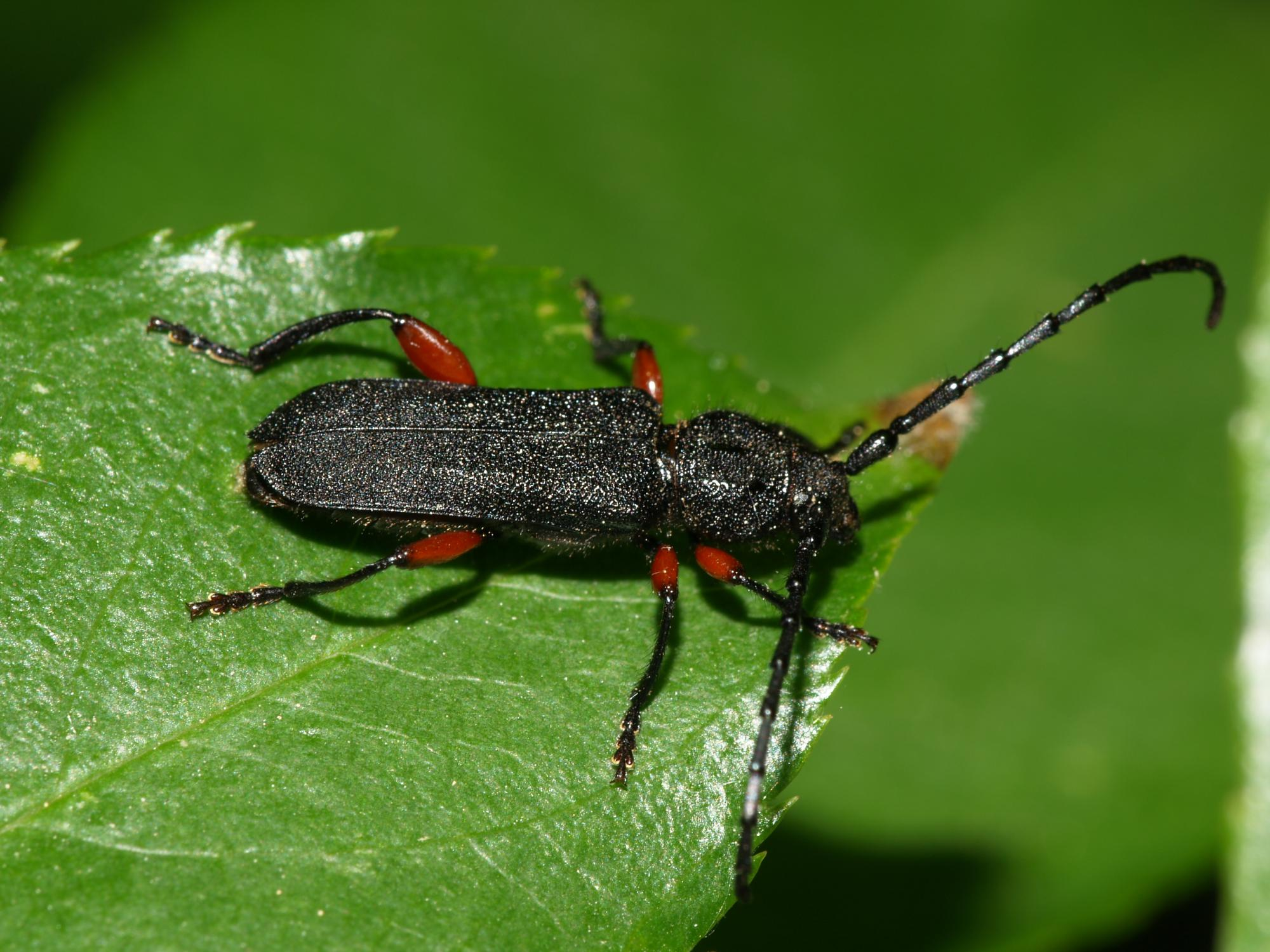
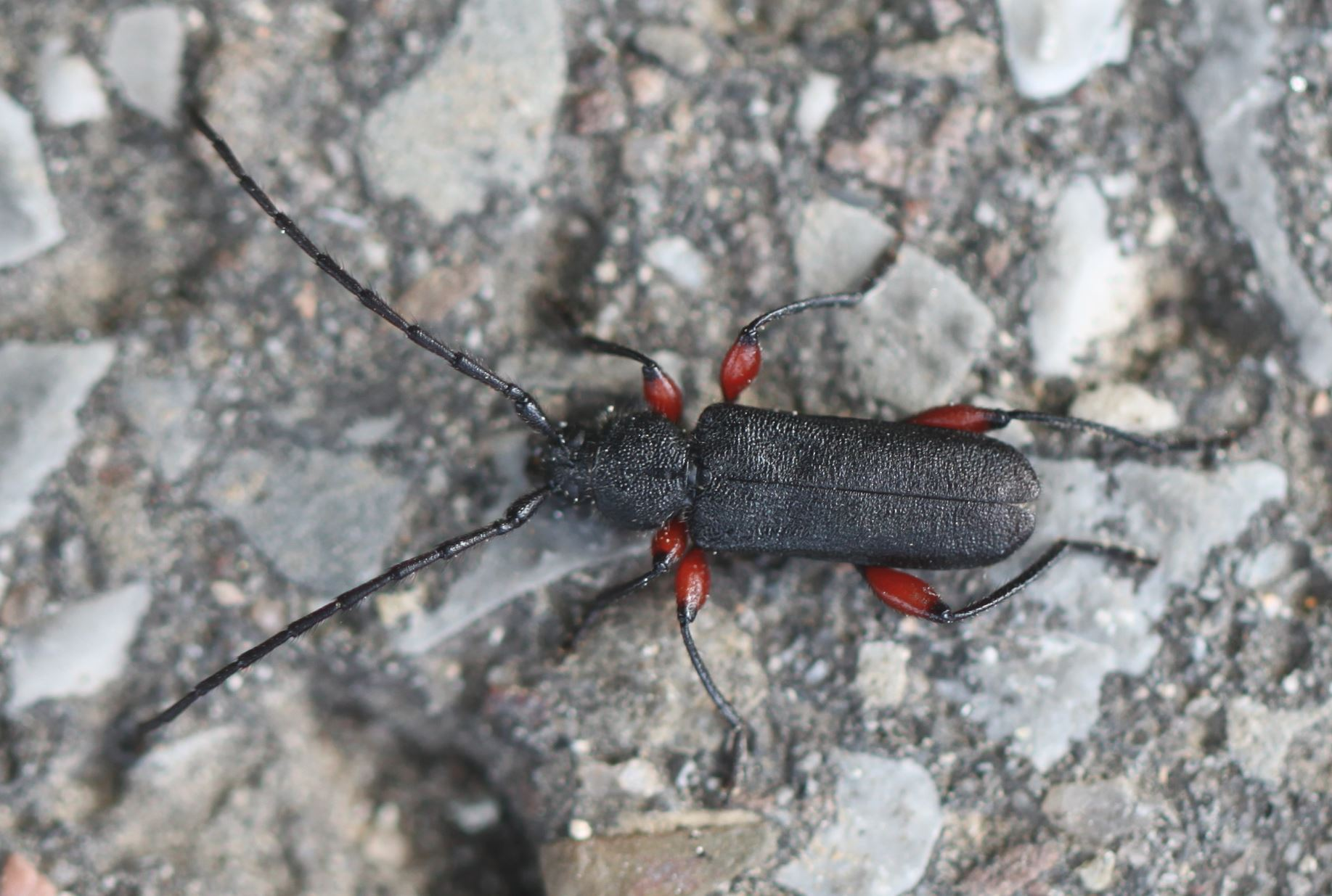
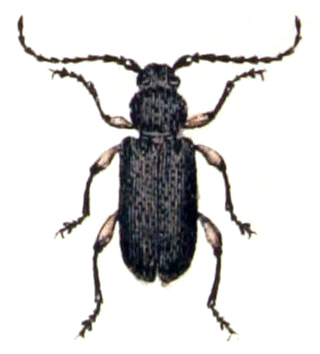

Magyarországon nem védett.